# Cabo-verdianos nos Países Baixos
Os cabo-verdianos nos Países Baixos são os migrantes de Cabo Verde para os Países Baixos e seus descendentes. Em 2022, os dados do Instituto nacional de estatística dos Países Baixos mostram 23.150 pessoas de origem cabo-verdiana que moram no país (pessoas de Cabo Verde, ou descendentes).

## História
A emigração inicial de Cabo Verde para a Holanda teve início nas décadas de 1960 e 1970. Os emigrantes eram principalmente jovens do sexo masculino que se alistaram como marinheiros em navios holandeses e, consequentemente, se concentraram principalmente na cidade portuária de Roterdão, especialmente na área de Heemraadsplein. Antes da independência em 1975, os imigrantes cabo-verdianos foram oficialmente registrados como imigrantes portugueses da província ultramarina de Cabo Verde Português. Uma segunda onda de emigração começou em 1975, após a independência de Cabo Verde de Portugal; essa nova onda de migrantes era composta principalmente por professores, soldados e outros funcionários de nível inferior do antigo governo. Em 1976, foi concedida uma anistia de imigração para os cabo-verdianos que já haviam emigrado.
De 1996 a 2010, o número de cabo-verdianos na Holanda registado pelo Instituto nacional de estatística dos Países Baixos cresceu cerca de 25%, de uma base de 16.662 pessoas. cerca de três quartos do crescimento nesse período foi na categoria de 2ª geração (pessoas nascidas na Holanda de um ou dois pais migrantes de Cabo Verde).
Atualmente, os cabo-verdianos fazem parte da comunidade mais ampla de língua portuguesa na Holanda, composta por cerca de 35.000 pessoas dos PALOP (sendo a esmagadora maioria angolanos ou cabo-verdianos), Timor-Leste ou Macau, 65.000 brasileiros  e 35.600 portugueses.

## Emprego e negócios
Os cabo-verdianos geralmente têm melhores resultados no mercado de trabalho do que outros grupos de migrantes, como turcos ou marroquinos, semelhantes aos do Suriname, mas piores do que os nativos.  Os vários salões de cabeleireiro de Roterdão administrados por cabo-verdianos servem frequentemente como pontos de encontro para as mulheres da comunidade.  Outros nichos comuns de negócios étnicos incluem empresas de transporte e agências de viagens.  Os cabo-verdianos são também notáveis na indústria da música e desenvolvem-se actualmente nas artes plásticas contemporâneas.

## Personalidades destacadas
- Luc Castaignos, jogador de futebol
- Suzana Lubrano, cantora
- David Mendes da Silva, futebolista
- Gil Semedo, cantor